# Леон Гаррос шукає друга
«Леон Гаррос шукає друга» — радянсько-французький художній фільм 1960 року. Французька назва фільму: «Vingt mille lieues sur la terre» (рос. «Двадцять тисяч льє землею»).

## Сюжет
Під час Другої світової війни француз Леон Гаррос і Борис Ваганов утікають з фашистського концтабору. Через 15 років, ставши журналістом, Леон з приятелями приїжджає в СРСР, щоб зробити репортаж і поміж ділом знайти Бориса. У Москві його немає і заради зустрічі з другом Гарросу доводиться об'їхати на автомобілі пів країни… Іноземців у дорозі супроводжує перекладач Микола, який в свою чергу шукає наречену-втікачку свого брата — Наташу.

## У ролях
- Леон Зітрон — Леон Гаррос, журналіст
- Юрій Бєлов — Микола Савін, перекладач
- Тетяна Самойлова — Наташа, співачка
- Жан Рошфор — Фернан
- Жан Гавен — Грегуар
- Валентин Зубков — Андрій Савін, полярний льотчик і наречений Наташі
- Євген Буренков — Борис Ваганов
- Людмила Марченко — ліфтерша в готелі «Україна», чергова пасія Фернана
- Антоніна Максимова — голова колгоспу
- Володимир Івашов — Федя, молодий робітник в Братську
- Валентина Куценко — Ольга
- Ніна Нікітіна — мати Феді
- Маргарита Жарова — покоївка  (немає в титрах)
- Олексій Ванін — театрал  (немає в титрах)
- Тамара Яренко — Клава, чергова в готелі  (немає в титрах)
- Зіновій Гердт — голос за кадром

## Знімальна група
- Автори сценарію: Леонід Зорін, Сергій Михалков,  Семен Клебанов, Мішель Курно
- Режисер-постановник: Марсель Паліеро
- Режисер:  Ісаак Магітон
- Оператори:  Георгій Гарибян,  Володимир Рапопорт
- Композитор: Хосе Паділья,  Микита Богословський
- Художники-постановники:  Петро Пашкевич,  Ной Сендеров